# Szwindel
Szwindel (ang. Swindle) – kanadyjsko-amerykańska komedia przygodowa z 2013 roku, napisana przez Eric Freisera, Billa Motza i Boba Rotha oraz wyreżyserowana przez Jonathana Judge'a. Wyprodukowany przez Pacific Bay Entertainment i Nickelodeon Productions. Film jest luźno oparty na podstawie książki Gordona Kormana Swindle wydanej w 2008 roku. Główne role w filmach zagrali Noah Crawford, Chris O’Neal, Jennette McCurdy, Noah Munck, Ariana Grande i Ciara Bravo.
Premiera filmu miała miejsce 24 sierpnia 2013 roku na amerykańskim Nickelodeon. W Polsce premiera filmu odbyła się 22 marca 2014 roku na antenie Nickelodeon Polska.
Film obejrzało 4,2 mln amerykańskich widzów.

## Fabuła
Film opowiada o perypetiach Griffina Binga (Noah Crawford), który wraz ze swoim najlepszym przyjacielem Benem (Chris O’Neal) przypadkowo znajdują rzadką kartę bejsbolową. Nagle okazuje się, że karta bejsbolowa jest warta majątek. Nie mając pojęcia, jaką cenę może uzyskać karta, Griffin i Ben postanawiają sprzedać ją za bezcen lokalnemu handlarzowi Paulowi Swindellowi (Fred Ewanuick), który zataja prawdziwą wartość nabytku. Gdy prawda wychodzi na jaw, przyjaciele tworzą grupę do zadań specjalnych, która ma za zadanie odzyskać skradziony przedmiot. W skład drużyny wchodzą cheerleaderka Amanda Benson (Ariana Grande), aktorka Savannah Westcott (Jennette McCurdy) oraz mięśniak Darren Vader (Noah Munck).

## Obsada
- Jennette McCurdy jako aktorka Savannah Westcott
- Noah Crawford jako Griffin Bing
- Chris O’Neal jako Ben Dupree
- Ciara Bravo jako Melissa Bing
- Ariana Grande jako cheerleaderka Amanda „Mandy” Benson
- Noah Munck jako Darren Vader
- Fred Ewanuick jako Paul Swindell
- Sandy Robson jako Anton Leferve
- Gardiner Millar jako Iwan Wołkow / pan Westcott
- Mitchell Duffield jako Eddie Goldmeyer
- Chris Shields jako tata Bena
- Lucia Walters jako mama Bena
- Claudio Encarnacion Montero jako PJ
- Tabitha St. Germain jako Ariel

## Wersja polska
Wersja polska: na zlecenie Nickelodeon Polska – Master Film

Reżyseria: Elżbieta Mikuś-Lupa

Dialogi: Karolina Anna Kowalska

Dźwięk: Elżbieta Mikuś-Lupa

Montaż: Jan Graboś

Kierownictwo produkcji: Romuald Cieślak

Nadzór merytoryczny: Katarzyna Dryńska

Wystąpili:
- Mateusz Banasiuk – Griffin Bing
- Stefan Pawłowski – Ben Dupree
- Adam Fidusiewicz – Darren Vader
- Aleksandra Traczyńska – Savannah Westcott
- Hanna Konarowska – Amanda Benson
- Natalia Jankiewicz – Melissa Bing
- Przemysław Stippa – Anton Leferve
- Grzegorz Pawlak – Iwan Wołkow
- Jacek Król – tata Bena
- Aleksandra Radwan
- Robert Czebotar
- Stefan Knothe
- Andrzej Blumenfeld
- Katarzyna Kozak
- Olga Omeljaniec
- Kinga Tabor
- Przemysław Wyszyński
- Michał Podsiadło

Lektor: Paweł Bukrewicz